# Джиджел (област)
Джиджел (на арабски: ولاية جيجل) е област на Алжир. Населението ѝ е 636 948 жители (по данни от април 2008 г.), а площта 2577 кв. км. Намира се в часова зона UTC+01. Телефонният ѝ код е +213 (0) 34. Административен център е Джиджел.